# Tchang Li-chung
Tchang Li-chung (čínsky pchin-jinem Tāng Lǐhóng, znaky 汤礼红; * 1971) je bývalá čínská zápasnice – judistka.

## Sportovní kariéra
Připravovala se v provincii Ťi-lin. V čínské ženské reprezentaci se pohybovala od počátku devadesátých let v superlehké váze do 48 kg. V roce 1992 a 1996 prohrála nominaci na olympijské hry s Li Aj-jüe. Od roku 1997 přestoupila do vyšší pololehké váhy do 52 kg. V roce 2000 napotřetí neuspěla v čínské olympijské kvalifikaci na úkor Liou Jü-siang. Sportovní kariéru ukončila v roce 2003. Věnuje se trenérské práci v Čchao-jangu.
V letech 1993 až 1995 měla pozastavenou činnost za doping. Po svém vítězství na Asijském mistrovství v roce 1993 měla pozitivní nález na diuretikum furosemid (látku snižující tělesnou hmotnost).

## Výsledky
| Turnaj            | 1991            | 1992            | 1993            | 1994            | 1995            | 1996            | 1997 |
| Turnaj            | 20              | 21              | 22              | 23              | 24              | 25              | 26   |
| Turnaj            | superlehká váha | superlehká váha | superlehká váha | superlehká váha | superlehká váha | superlehká váha |      |
| ----------------- | --------------- | --------------- | --------------- | --------------- | --------------- | --------------- | ---- |
| Olympijské hry    |                 | —               |                 |                 |                 | —               |      |
| Mistrovství světa | —               |                 | X               |                 | —               |                 | 7.   |
| Asijské hry       |                 |                 |                 | X               |                 |                 |      |
| Mistrovství Asie  | 1.              |                 | 1.              |                 | 3.              | —               | —    |